# Elecciones de la Administración Central Tibetana de 2006
Las segundas elecciones generales para Kalon Tripa (primer ministro) del gobierno tibetano en el exilio fueron realizadas el 3 de junio de 2006 y fueron la segunda ocasión en que los tibetanos en el exilio pudieron votar por el cargo de primer ministro desde las reformas democráticas implementadas previamente.  También se eligieron los miembros del Parlamento Tibetano en el Exilio. 
La fecha de la elección preliminar que se suele realizar meses antes de la definitiva se aplazó de su fecha original planeada para el 22 de diciembre de 2005 a mayo del 2006 a petición de varios votantes que argumentaron que se les dificultaba votar en diciembre pues era un mes atareado para muchos tibetanos de India que viven del turismo.
Resultó reelecto el primer ministro en funciones Lobsang Tenzin, quinto Samdhong Rimpoché con más del 90% de los votos sobre su único rival el exministro y ex Kalon Tripa Juchen Thubten Namgyal.